# Bergenhus

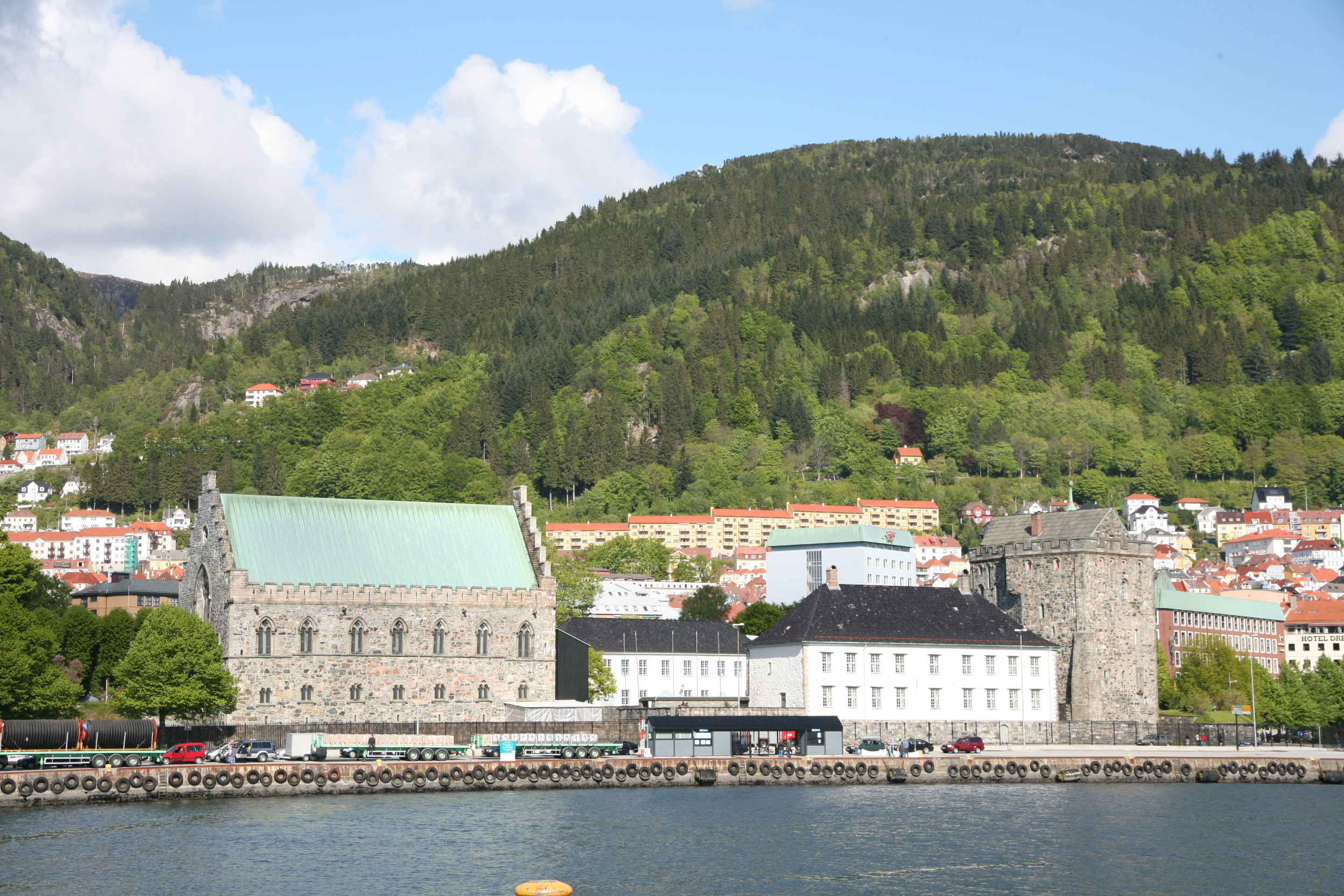
Bergenhus. Håkonshallen till vänster, Rosenkrantztornet till höger.

Bergenhus är en fästning i den centrala delen av den norska staden Bergen. Under medeltiden kallades området Holmen och var ursprungligen en ö, som senare genom landhöjningen förenats med fastlandet. 

## Bakgrund
Redan i början av 1100-talet anlades där en kungsgård, vars byggnader efter att ha blivit ombyggda av sten omkring 1200 omgavs av en ringmur, som tillsammans med Sverresborg (anlagt omkring 1185) i över 200 år utgjorde Bergens befästningar. Sverresborg förstördes mot slutet av 1400-talet av hanseaterna, men kungsgården begagnades fortfarande som fästning och residens för "befallningsmannen" över det betydliga område, som löd under gården. Efter år 1500 kallademan allmänt kungsgården Bergenhus. Den blev försedd med flera nya byggnader av bland andra Kristian II:s landshövding Jörgen Hansson Skriver (1514-1523). Omkring 1530 blev fästningen förstärkt; 1812 fullbordades den och fick sitt nuvarande utseende. Efter 1660 blev Sverresborg åter befäst, och samtidigt uppfördes Fredriksbergs fort på en höjd öster om Vågen. Dessutom anlades på olika tider mindre skansar utanför dessa verk. Bergenhus var sedan länge garnisons- och depåplats, sedan man byggt fort som försvarar Bergen från sjösidan på längre avstånd från staden.
De byggnadsverk från medeltiden som ännu finns kvar på Bergenhus är av stort historiskt och arkitektoniskt intresse. Rosenkrantztornet  är en medeltidskastal från 1240, som omkring 1560 blev utvidgad och påbyggd. Håkonshallen, är en praktfull salsbyggnad från ungefär samma tid, av samma slag som de bekanta engelska hallarna. 
Rosenkrantztornet och Håkonshallen rastaurerades i början av 1900-talet men blev båda lagda i ruiner vid explsionsolyckan i Bergen  den 20 april 1944, då ett fartyg lastat med 120 ton ammunition exploderade vid kajen nedanför Rosenkrantztornet. Både de och Håkonshallen har återuppbyggts efter andra världskriget. 